# 昂代勒河畔罗米伊
昂代勒河畔罗米伊（法語：Romilly-sur-Andelle，法語發音：[ʁɔmiji syʁ ɑ̃dɛl]）是法国厄尔省的一个市镇，位于该省北部，属于莱桑德利区。

## 地理
昂代勒河畔罗米伊（49°19'52"N, 1°15'32"E）面积8.53 平方千米，位于法国诺曼底大区厄尔省，该省份为法国北部内陆省份，北起滨海塞纳省，西接奧恩省和卡爾瓦多斯省，南至厄尔-卢瓦省，东临瓦兹省、瓦兹河谷省和伊夫林省。
与昂代勒河畔罗米伊接壤的市镇（或旧市镇、城区）包括：昂夫勒维尔苏莱蒙、弗利普、皮特尔、蓬圣皮埃尔。
昂代勒河畔罗米伊的时区为UTC+01:00、UTC+02:00（夏令时）。

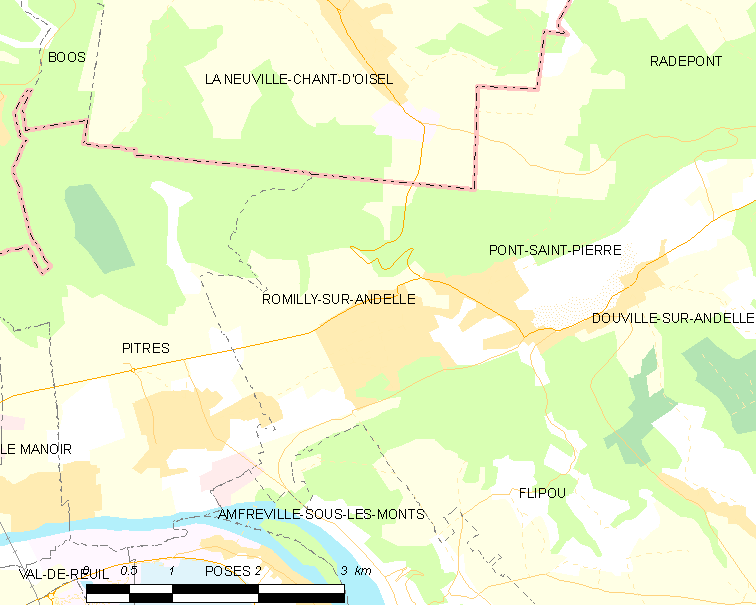
昂代勒河畔罗米伊的OSM定位图

## 行政
昂代勒河畔罗米伊的邮政编码为27610，INSEE市镇编码为27493。

## 政治
昂代勒河畔罗米伊所属的省级选区为昂代勒河畔罗米伊县。

## 交通
厄尔省省道D19线经过境内南部，D126线和D321线在境内交汇。

## 人口

1962-2008年间昂代勒河畔罗米伊人口变化图示

昂代勒河畔罗米伊于2022年1月1日时的人口数量为3227人。